# Arthonia parantillarum
Arthonia parantillarum är en lavart som beskrevs av Aptroot. Arthonia parantillarum ingår i släktet Arthonia och familjen Arthoniaceae.   Inga underarter finns listade i Catalogue of Life.